# 海野棟綱
海野棟綱（?—?），日本戰國時代的武將。信濃國豪族。滋野三家的嫡流海野家的當主。以小縣郡海野庄太平寺（現今東御市本海野字太平寺）為本據。父親是海野幸棟。
一說是真田幸綱（系圖上是「幸隆」）的外祖父（一說是岳父）。

## 生平
生年不詳。天文10年（1541年），在海野平之戰中，被武田村上諏訪聯合軍擊敗。在此戰中，失去領地和兒子幸義。
此後，投靠關東管領山內上杉家，率領真田幸綱等少數族人逃到上野國。並邀請箕輪城城主長野業政向佐久出兵，自身亦有同行，不過沒有成功回復領地。（『神使御頭之日記』）
此後行動不明，卒年亦不詳。一説法指，受上野國吾妻郡的海野氏系羽尾氏庇護，羽尾幸全的兒子幸光、輝幸兄弟在後來繼承海野家，改姓海野氏。

## 登場作品
小說
- （作者：南原幹雄，PHP文庫（日语：PHP文庫））